# Wolność i Praworządność
Freiheit und Rechtsstaatlichkeit (polnisch Wolność i Praworządność; kurz WiP) war eine konservativ-libertäre Partei in Polen. Ihr Namensgeber und Vorsitzender war Janusz Korwin-Mikke, der ehemalige Vorsitzende der Partei Unia Polityki Realnej (kurz UPR). Ein großer Teil der Kandidaten für die Parlamentswahlen 2005 waren ebenfalls von der UPR, allerdings gehörten einige auch einer anderen oder gar keiner Partei an.
Am 24. März 2011 löste sich die WiP mangels Wahlerfolgen auf und fusionierte am darauf folgenden Tag mit der UPR zur Unia Polityki Realnej – Wolność i Praworządność. Am 12. Mai 2011 wurde die Partei in Kongres Nowej Prawicy (kurz KNP) umbenannt.